# 清水めぐみ (漫画家)
清水 めぐみ（しみず めぐみ）は、日本の漫画家。
ダイナミックプロダクションに入社後、永井豪、石川賢のアシスタントをへて漫画家として独立。少女漫画から4コマ、サスペンス、ホラー、スプラッタ、ゲーム漫画から、育児漫画までこなすデジタルフリークとしても知られる女流漫画家である。
| スタブアイコン | サブスタブ | この項目は、まだ閲覧者の調べものの参照としては役立たない、漫画家・漫画原作者に関連した書きかけの項目です。この項目を加筆・訂正などしてくださる協力者を求めています（P:漫画/PJ:漫画家）。 |